# Американские детки
«Американские детки» (англ. Kids in America) — американский художественный фильм Джоша Столберга и Эндрю Шейфера, снятый в 2005 году на основе реальных событий и рассказывающий о группе старшеклассников, противостоящих дискриминационной политике школьного руководства. Картина затрагивает такие темы, как свобода слова и самовыражения, возможность мирного протеста и права сексуальных меньшинств.

## Сюжет
Несколько учеников во главе с Холденом Донованом противостоят школьному директору Уэллер, которая придерживается крайне консервативных взглядов: она ограничивает право студентов на самовыражение, отстраняет от занятий двух парней, которых видит целующимися, и увольняет учителя, прививающего школьникам либеральные идеи. Главные герои пытаются не допустить избрания Уэллер на пост руководителя школьного округа, который позволил бы ей распространить свою политику на другие учебные заведения.

## В ролях
| Актёр            | Персонаж        |
| ---------------- | --------------- |
| Грегори Смит     | Холден Донован  |
| Стефани Шеррин   | Шарлотта Пратт  |
| Крис Моррис      | Чак МакГинн     |
| Кэйтлин Уэкс     | Кэти Кармайкл   |
| Николь Ричи      | Келли Степфорд  |
| Алекс Анфангер   | Лоуренс Рейтцер |
| Саманта Мэтис    | Дженнифер Роуз  |
| Джули Боуэн      | Директор Уэллер |
| Малик Йоба       | Уилл Дракер     |
| Розанна Аркетт   | Эбби Пратт      |
| Женевьев Кортезе | Эшли Харрис     |